# Jürgen Villmow
Jürgen Villmow (* 19. November 1955 in Dahme/Mark) ist ein deutscher Künstler  und Architekt. Seit 1988 lebt und arbeitet er in Berlin und Rosenthal.

## Leben
Villmow studierte von 1977 bis 1982 an der Hochschule für Architektur und Bauwesen Weimar und schloss als Diplom-Ingenieur ab. Anschließend studierte er extern von 1982 bis 1985 an der Hochschule für Grafik und Buchkunst Leipzig in der Fachklasse von Heinz Wagner und wurde u. a. betreut von Hartwig Ebersbach, Ulrich Hachulla und Horst Arloth u. a., seine Abschlussarbeit umfasste großformatige Malereien und Zeichnungen. 1986 erhielt er den Horst-Michel-Preis für Gestaltung in Weimar. Er erhielt 1986 an der Hochschule für Architektur und Bauwesen einen Lehrauftrag für Darstellungslehre am Künstlerischen Bereich unter Leitung von Hubert Schiefelbein.
Nach seiner Übersiedlung nach Berlin gründete er 1988 das Atelier für Kunst und Architektur. Die eigene Arbeit begleitend, war er immer auch lehrend tätig, so u. a. als freier Dozent bis 1990 an der Hochschule für Architektur und Bauwesen Weimar, 1996 an der Fachhochschule Cottbus und ab 2006 an der Handwerkskammer Chemnitz und Handwerkskammer Dresden im Lehrgang „Gestalter im Handwerk“. Studienaufenthalte führten ihn in die Sowjetunion und in die USA, nach Bulgarien, Italien, Griechenland und Südfrankreich.

## Werk

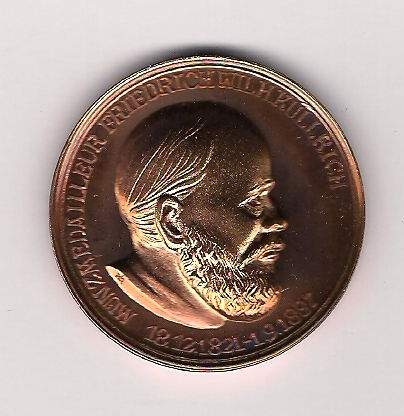
Gedenkmedaille zum 100. Todestag von Friedrich Wilhelm Kullrich

Seine Arbeiten, Aquarelle, Malereien und Zeichnungen befinden sich in privaten und öffentlichen Sammlungen wie der Sammlung der Deutschen Bundesbank in Berlin und Weimar, der Sammlung der Technischen Universität Dresden, der Bauhaus-Universität Weimar, dem Romantikerhaus Jena, dem Stadtmuseum Jena und der Fondazione Sinaide Ghi in Rom. Er nahm an mehreren Künstlersymposien teil, wie z. B. 2006 dem 15. Künstler-Pleinair Kupferstich des Landkreises Oder-Spree, 2009 dem Sommersymposium der Kulturgießerei Schöneiche, 2010 dem 19. Internationalen Landschafts-Pleinair „Land im Strom“ in Schwedt/Oder, und er leitete das 1. Sommer-Pleinair im Bürgerhaus Berlin-Grünau. Außerdem gestaltete er 1987 eine Medaille auf den Medailleur und Münzstempelschneider Friedrich Wilhelm Kullrich Umfangreiche Kunst-am-Bau-Projekte konnte er für die Köpenicker Wohnungsbaugesellschaft und die Wohnungsgesellschaft im Prenzlauer Berg in Berlin ausführen.

## Einzelausstellungen (Auswahl)
- 2021: „CoronaArt“, Spectrum-Galerie Kunigam, Frankfurt (Oder), Katalog
- 2017: „Neues vom Paradies“, Galerie OstArt, Berlin-Lichtenberg
- 2016: „wie weiter“, Wassergalerie, Berlin-Mitte
- 2012: „Neue Arbeiten“, Galerie im Bürgerhaus, Berlin-Grünau
- 2006: „Rasenstücke, Labyrinthe und Achterbahn...“, Galerie Witt, Hamburg, Katalog[6]
- 2003: „Labyrinthe“, Galerie Grünstraße, Berlin-Köpenick, Katalog[7]
- 1996: „Schichtungen“, Studio im Hochhaus, Berlin-Hohenschönhausen
- 1991: Galerie im Cranach-Haus, Weimar
- 1989: „Natur als Gleichnis“, Galerie Wort & Werk, Berlin-Mitte
- 1987: Galerie Jena-Lobeda, Jena

## Gruppenausstellungen (Auswahl)
- 2021: „Aufbruch“, Spectrum-Galerie Kunigam, Frankfurt (Oder), Katalog
- 2018: „Thronwärts“, Galerie Pikanta in der Villa Bösenberg, Leipzig
- 2017: „Märzenbecherduft“, Galerie Alte Schule Adlershof, Berlin[8]
- 2014: „Kleist’s Bilderwelt“, Kleist-Museum, Frankfurt (Oder)
- 2012: „Hallesche und andere Kunst“, Kunstverein Halle, Katalog
- 2007: „Correspondence“, Cabilde de Montevideo, Uruguay
- 2006: „Brandenburgenland“, Galerie Burg Beeskow, Schloß Senftenberg, Katalog[9]
- 2004: IV. Biennial of Drawing, Pilsen, Tschechien, Katalog
- 2001: „Quindicenale der Internationalen Aquarellmalerei“, Palazzo Caerpenia, Rom
- 1990: „Aquarellwettbewerb Sinaide Ghi“ Palazzo del San Michele, Rom
- 1989: Berliner Kunstausstellung, Ausstellungszentrum am Fernsehturm, Berlin, Katalog

## Auszeichnungen
- 1986: Horst-Michel-Preis, Weimar
- 1990: Internationaler Preis für Aquarellmalerei „Sinaide Ghi“, Rom
- 2002: Bauherrenpreis für Kunst am Bau an der Wuhlheide 86-104, Berlin